# Полешовице
Полешовице (чеш. Polešovice) је насељено мјесто са административним статусом варошице (чеш. městys) у округу Ухерско Храдиште, у Злинском крају, Чешка Република.

## Становништво
Према подацима о броју становника из 2014. године насеље је имало 2.015 становника.